# Italie au Concours Eurovision de la chanson 1979
L'Italie a participé au Concours Eurovision de la chanson 1979 le 31 mars à Jérusalem. C'est la 24e participation italienne au Concours Eurovision de la chanson.
Le pays est représenté par le groupe Matia Bazar et la chanson Raggio di luna (en), sélectionnés en interne par la Radiotelevisione Italiana (RAI).

## Sélection
Le radiodiffuseur italien, la Radiotelevisione Italiana, choisit l'artiste et la chanson en interne pour représenter l'Italie au Concours Eurovision de la chanson 1979.
| Artiste     | Chanson             | Langue  | Traduction    |
| ----------- | ------------------- | ------- | ------------- |
| Matia Bazar | Raggio di luna (en) | Italien | Rayon de lune |

Lors de cette sélection, c'est la chanson Raggio di luna, interprétée par les Matia Bazar, qui fut choisie. Elle sera interprétée à l'Eurovision sans avoir recours à l'orchestre. Une première dans l'histoire du concours.

## À l'Eurovision

### Points attribués par l'Italie
| 12 points | Espagne     |
| 10 points | France      |
| 8 points  | Royaume-Uni |
| 7 points  | Finlande    |
| 6 points  | Portugal    |
| 5 points  | Irlande     |
| 4 points  | Autriche    |
| 3 points  | Norvège     |
| 2 points  | Monaco      |
| 1 point   | Allemagne   |

### Points attribués à l'Italie
| 12 points | 10 points | 8 points                        | 7 points | 6 points |
| --------- | --------- | ------------------------------- | -------- | -------- |
|           |           | - Espagne - Finlande - Portugal |          |          |
| 5 points  | 4 points  | 3 points                        | 2 points | 1 point  |
|           |           | - Norvège                       |          |          |

Le groupe n'a pas été accompagné par l'orchestre, mais par une bande son en play-back. C'est la toute première fois dans l'histoire de l'Eurovision qu'un pays participant ne requit pas l'orchestre pour sa prestation.
Matia Bazar interprète Raggio di luna en deuxième position, suivant le Portugal et précédant le Danemark. À la fin du vote, l'Italie termine 15e sur 19 pays avec 27 points au total,.